# Charles Angrand
Pour les articles homonymes, voir Angrand.
Charles Théophile Angrand, né le 19 avril 1854 à Criquetot-sur-Ouville et mort le 1er avril 1926 à Rouen, est un peintre néo-impressionniste français de l'École de Rouen,, de convictions anarchistes.

## Biographie

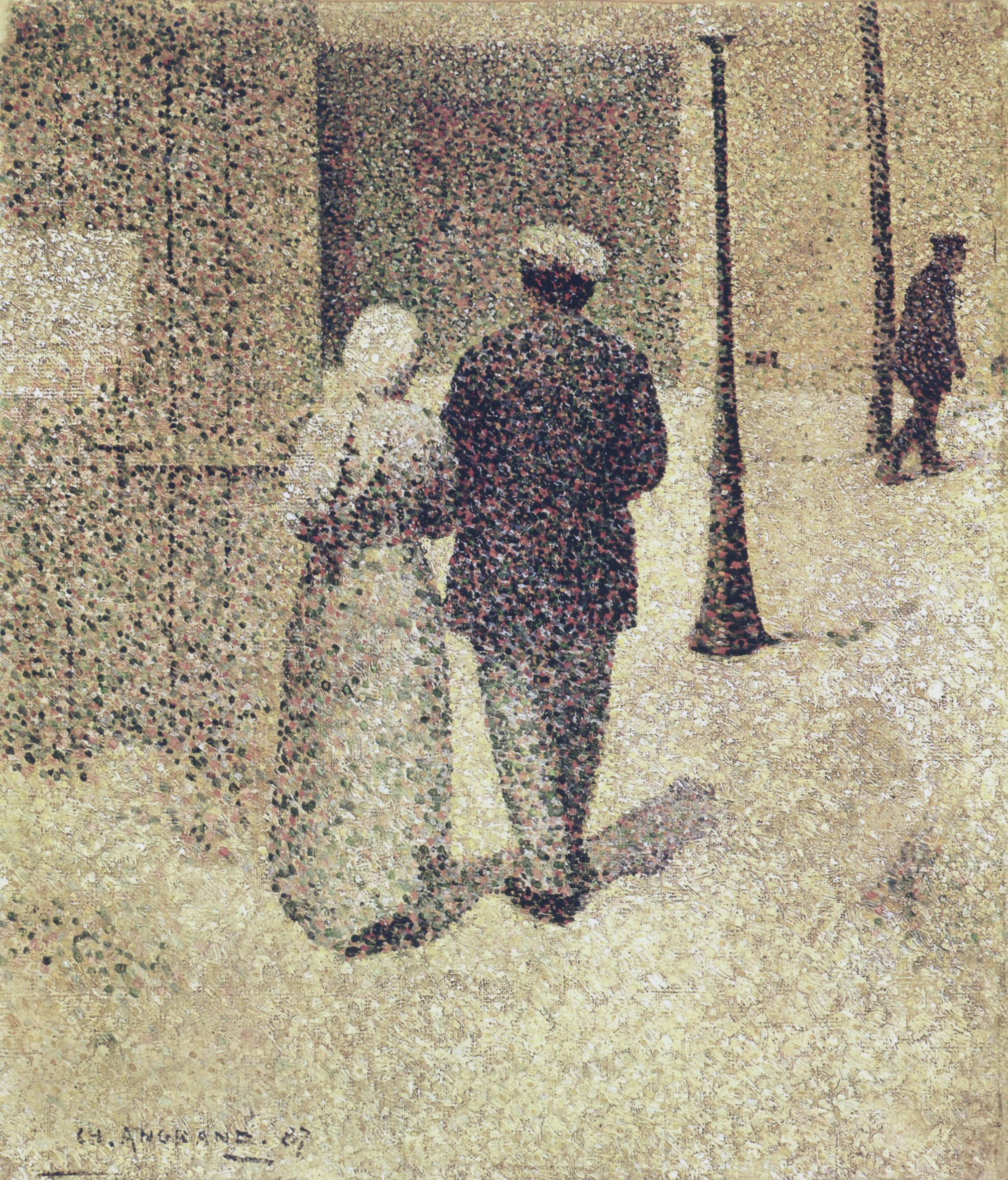
Couple dans la rue (1887), Paris, musée d'Orsay.

Charles Angrand est le fils de Pierre-Charles Angrand, instituteur, et d'Élisa, née Grenier.
Il est pensionnaire à l'École normale d'instituteurs de Rouen de 1871 à 1874, date à laquelle il obtient son brevet de capacité de l'enseignement secondaire spécial. En 1875, il est nommé aspirant répétiteur, puis maître répétiteur au lycée Corneille de Rouen, jusqu'en 1881. En parallèle, il suit les cours de l'Académie de peinture et de dessin de Rouen sous la direction de Gustave Morin.
Une visite de l'exposition rétrospective de Camille Corot, à l’École des beaux-arts de Paris, conforte sa vocation d’être peintre. En 1878, il participe pour la première fois à une exposition, à l’occasion du 26e Salon municipal des beaux-arts de Rouen.
Nommé répétiteur au lycée Chaptal, boulevard des Batignolles, il gagne Paris en 1882, où il poursuit sa carrière de peintre. Vers 1883-1884, il rencontre Georges Seurat, avec lequel il se lie d'amitié et dont il subira l'influence. Il participe activement à la fondation de la Société des artistes indépendants qui organise annuellement le Salon des indépendants. Vers 1886, il noue également des liens avec Vincent van Gogh, Paul Signac, Albert Dubois-Pillet et Maximilien Luce.
Van Gogh proposa à l'artiste un échange de tableaux, peu après sa visite de l'exposition des Indépendants, fin octobre 1886. Le peintre hollandais désirait acquérir Les Poules : dans la basse-cour, une peinture de 1884.
Françoise Cachin et Bogomila Welsh-Ovcharov soulignent l'influence que la peinture d'Angrand eut alors sur le style de van Gogh : « Vincent ne fut sans doute pas long à remarquer l'épaisseur de la touche sur l'ensemble de la composition », trait caractéristique des toiles d'Angrand qu’« il prit en considération dans l'évolution de sa propre technique. »
Il étudie la technique du crayon Conté, utilisé par Seurat, dès 1890, et crée, après une série biblique commencée en 1894, la série des Maternités. Il expose chez Le Barc de Boutteville en 1894-1895.
Après le décès de son père en 1896, il vient vivre auprès de sa mère à Saint-Laurent-en-Caux.
Après un bref retour à la peinture à l'huile, entre 1905 et 1908, il se dirige vers le pastel, qui devient sa technique de prédilection jusqu'à la fin de sa vie, en 1926.
Charles Angrand meurt à son domicile, 33 quai de Paris à Rouen, et est inhumé au cimetière monumental de Rouen,.

### Engagement libertaire
Charles Angrand participe au financement du journal Les Temps nouveaux, édité par Jean Grave, en offrant des œuvres destinées à des tombolas notamment en avril 1899 (La Lessive) et en 1908.
Une première réalisation, destinée à l'Album de lithographies initiée dès 1896, portant le titre Dehors !, envoyée à Jean Grave en décembre 1899, est refusée.
En dépit de ce revers, Angrand persiste dans son engagement. Jean Grave publie en frontispice de Patriotisme-Colonisation (1903) un dessin en apparence plus conventionnel, Frontières.
Les Temps nouveaux publie deux autres réalisations de l'artiste en 1907 dans les numéros du 4 mai, un Semeur, et du 28 septembre, On tue ce qu'on peut… Superbe, ce Marocain-là. En 1914 paraît dans le numéro du 27 juin un dessin : une femme à l'enfant. L’œuvre On tue ce qu'on peut est reprise, de façon non légendée, par Jean Grave en février 1927 pour la couverture d'un fascicule.
1913, Jean Grave réédite le libelle de Pierre Kropotkine La Loi et l'Autorité avec pour illustration de couverture un dessin expressionniste d'Angrand.
La correspondance connue entre l'artiste et le fondateur des Temps nouveaux couvre 26 ans — de 1899 à 1925 — et comprend 13 lettres de Charles Angrand, dont deux inédites.
C'est très vraisemblablement sous la sollicitation de Maximilien Luce, comme l'indique Jean Grave dans Le Mouvement libertaire sous la 3e République (1930), qu'Angrand participa au renflouement des caisses du journal, et à l'illustration.

## Œuvre
Dans une série d'articles parue en 2015, Jean-Baptiste Kiya, à partir de la Correspondance et les publications de Gustave Coquiot, démystifie la rumeur selon laquelle l'artiste, accablé par la disparition de son ami Seurat, en aurait délaissé la peinture. Il montre, au contraire, que les années 1900 correspondent, pour le néo-impressionniste retiré à Saint-Laurent-en-Caux, à une période d'intense bonheur, doublé d'un élan mystique, qui se sont traduits par la production de dessins aux crayons Conté remarquables (Autoportrait, Ma mère, Les Maternités, Antoine, Emmanuel, Le Bon Samaritain, L'Apparition aux bergers…). Un ensemble d'indices, précise Kiya, qui indique que les tableaux Antoine (Paris, musée d'Orsay) et Emmanuel (Art Institute of Chicago), ayant figuré à l'exposition Paul Durand-Ruel de 1899, représentaient les fils naturels du peintre et d'une couturière qui travaillait pour son ami « tailleur d'habits », Benoni Néel, et que ces naissances ont eu une répercussion considérable sur son approche artistique.

### Œuvres dans les musées
États-Unis

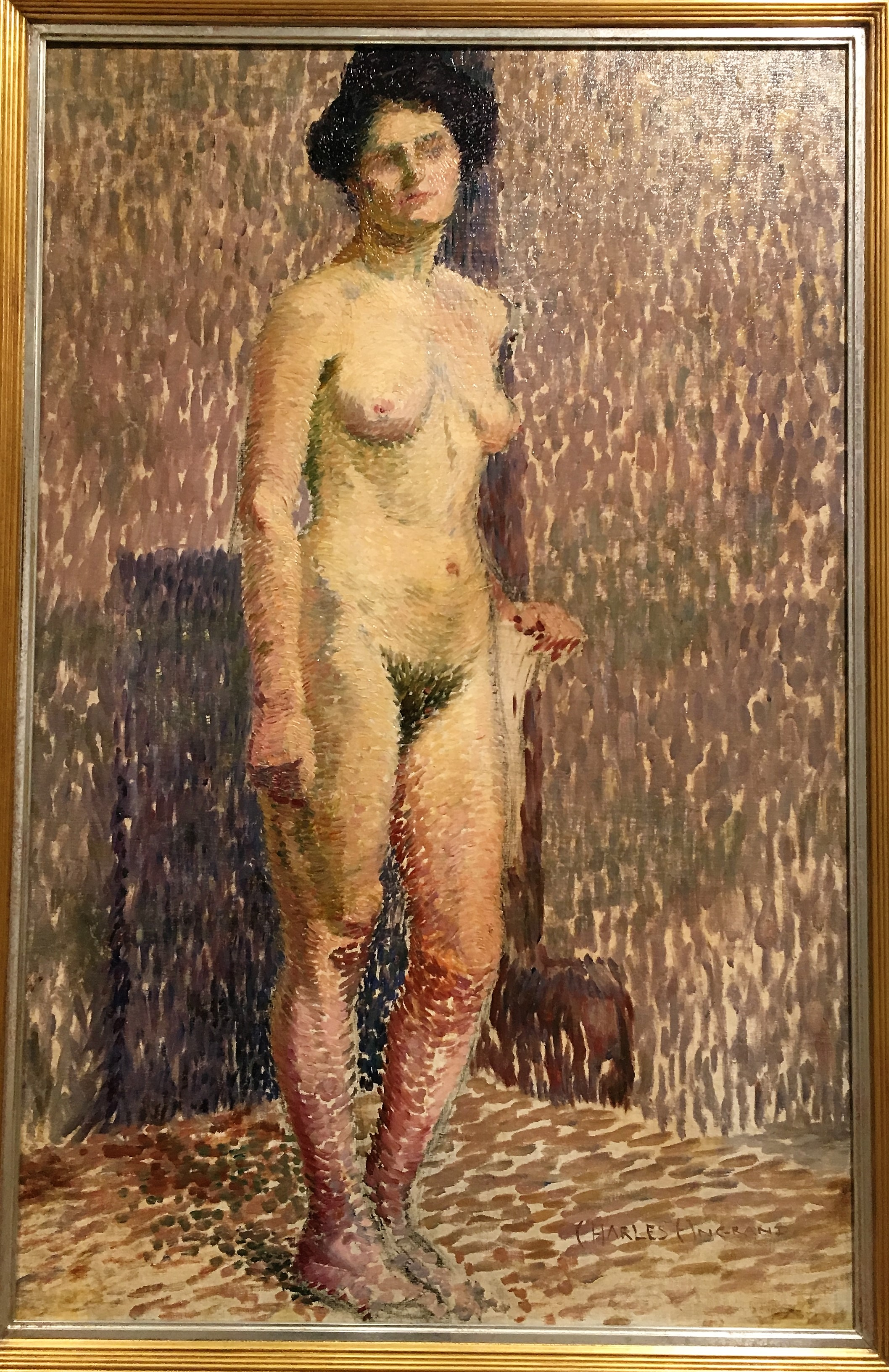
Nu debout, musée des Beaux-Arts de Caen.

- Boston, musée des Beaux-Arts : Cour de ferme, 1892, crayon Conté, 47,5 × 52,4 cm[17].
- Chicago, Art Institute of Chicago : Tête d'enfant (Emmanuel), vers 1898, crayon Conté, 62 × 47,8 cm[18].
- Houston, musée des Beaux-Arts : Les moissonneurs, 1892, huile sur toile, 79,1 × 123,5 cm[19].
- Indianapolis, musée d'Art d'Indianapolis : Chemin de campagne, vers 1886, huile sur toile [20]
- New York, Metropolitan Museum of Art : Autoportrait, 1892, crayon Conté, 61 × 44 cm[21].

France
- Caen, musée des Beaux-Arts : 
  - Nu debout, huile sur toile.
- Paris, musée d'Orsay :
  - Les Villottes, entre 1887 et 1889, huile sur carton[22] ;
  - Couple dans la rue, 1887, huile sur toile[23] ;
  - Antoine endormi, vers 1896, crayon Conté, 62 × 48 cm[24] ;
  - La Maison blanche, 1918-1920, pastel sur papier[25], 53 × 4 cm.
- Rouen, musée des Beaux-arts :
  - Vue intérieure du musée des beaux-arts de Rouen en 1880, 1880, huile sur toile, 114 × 154 cm[26] ;
  - Dans le jardin, ou Le jardinier à Criquetot sur Ouville Les choux (titre en 1884), 1885, huile sur toile, 73 × 92 cm[27].

Pays-Bas
- Otterlo, Musée Kröller-Müller : La Provende du cochon, 1905, crayon Conté, 52 × 76 cm[28]

Suisse
- Genève, Petit Palais : 
  - Félicien Pascal lisant, 1884, huile sur toile, 32,5 × 40,5 cm ;
  - La Mère de l'artiste cousant, 1885, huile sur toile, 32 × 41 cm;
  - La Seine à l'aube (La Brume), 1889, huile sur toile, 65 × 81 cm ;
  - Maternité, 1897-1899, crayon Conté, 61 × 81 cm ;
  - Étreinte maternelle, 1897-1899, crayon Conté, 61 × 81 cm;
  - Maternité, 1898, crayon Conté, 50 × 64 cm ;
  - Paysan tondant sa haie (Le Coupeur de haie), vers 1903, crayon Conté, 47 × 62 cm ;
  - Fin de moisson, 1903, crayon Conté ;
  - La Cour de ferme (Maison dans une clairière), 1903, huile sur toile, 50,4 × 65,3 cm ;
  - Les Oies effarouchées (Le Retour à la ferme), 1903, crayon Conté, 47 × 67 cm ;
  - Les Scieurs de bois (/de bûches), 1905-1911, fusain, 49 × 66 cm;
  - La Moisson, 1910-1914, pastel, 62,5 × 81 cm ;
  - La Tireuse de cartes (Réunion autour de la table), vers 1911, pastel, 54 × 74 cm ;
  - Deux Écuyères de cirque, vers 1913, pastel, 60 × 77 cm ;
  - Femme étendant du linge, vers 1913, pastel, 60 × 68 cm ;
  - Le Pâturage, 1919-1920, pastel, 76 × 97 cm.

Œuvres de Charles Angrand
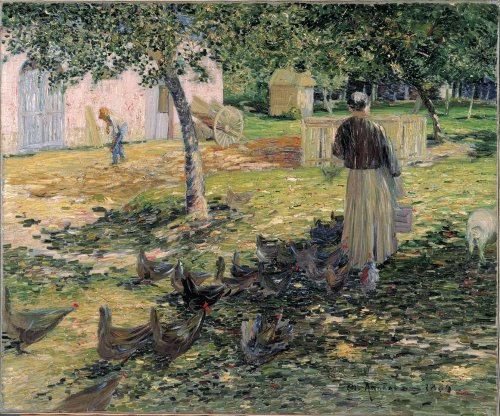
Le Repas de la basse-cour (1884), Copenhague, Ny Carlsberg Glyptotek.
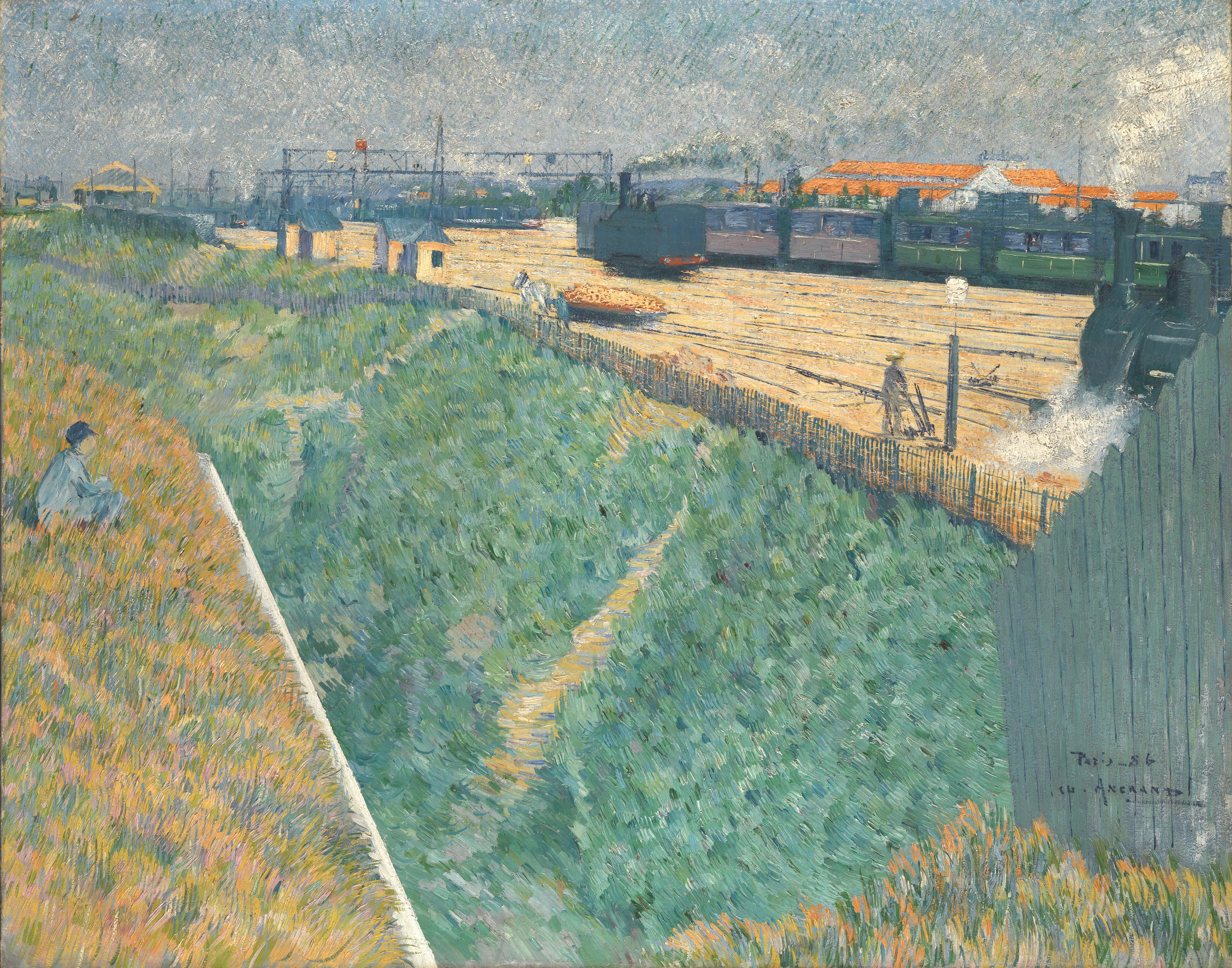
La Ligne de l'Ouest à sa sortie de Paris, vue prise des fortifications (1886), Londres, National Gallery.
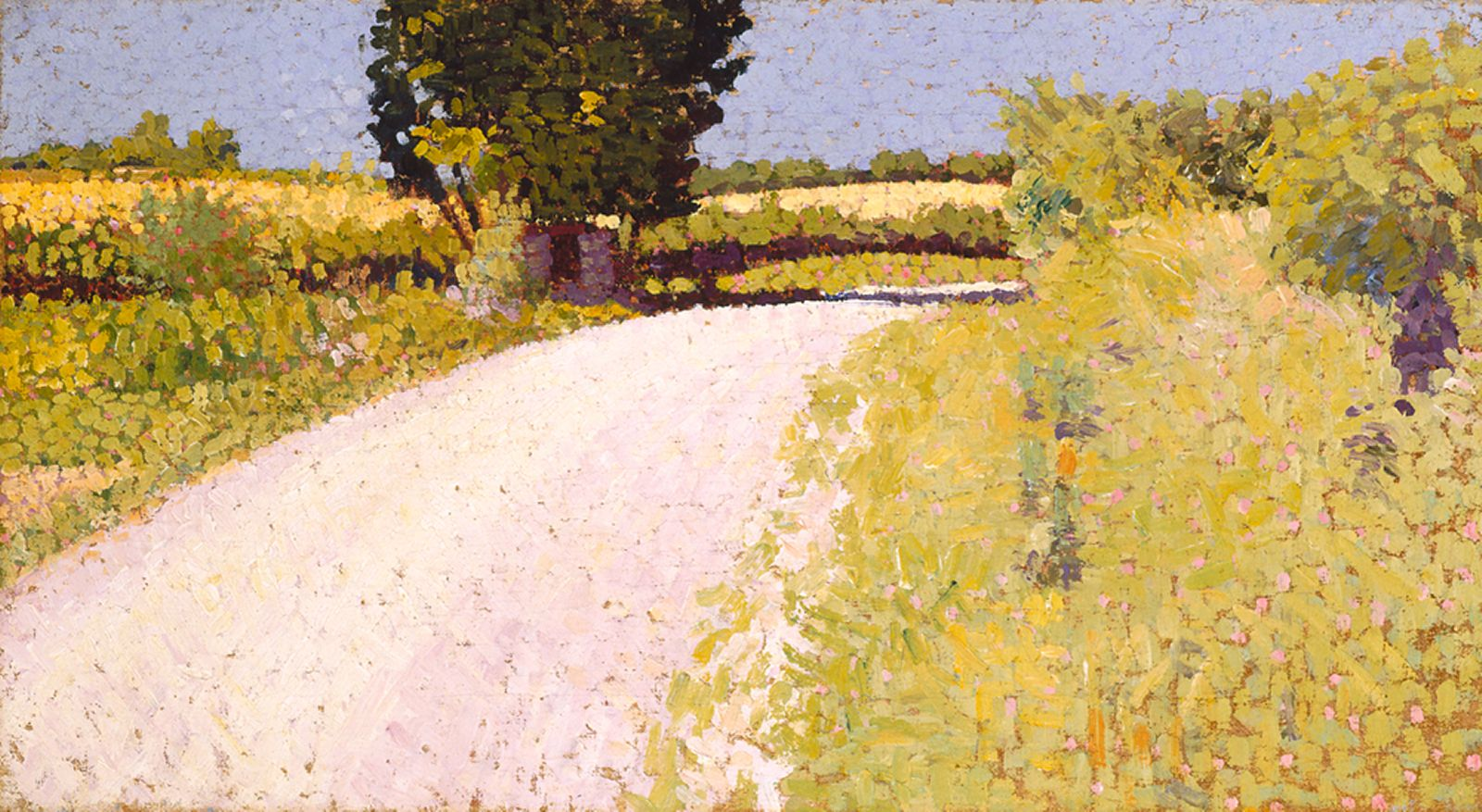
Chemin de campagne (vers 1886), musée d'art d'Indianapolis.
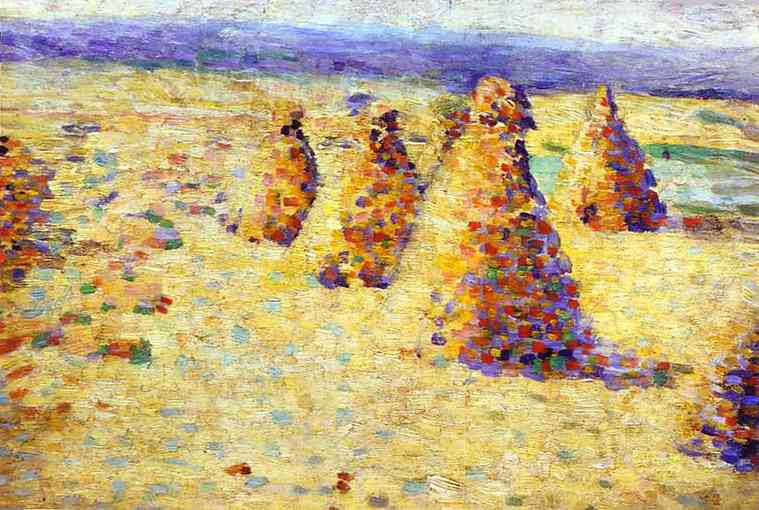
Les Villottes (entre 1887 et 1889), Paris, musée d'Orsay.
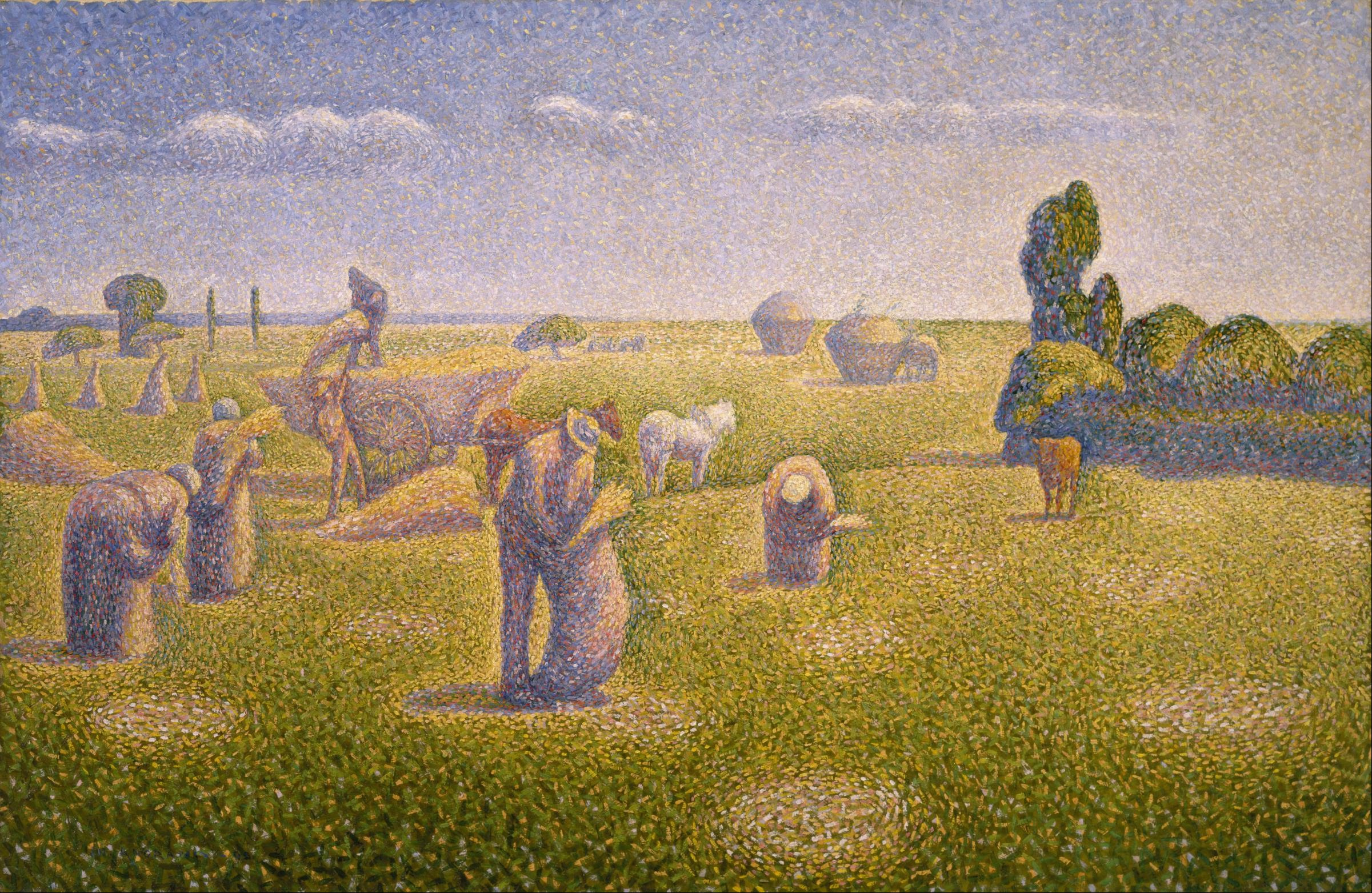
Les Moissonneurs (1892), musée des Beaux-Arts de Houston.
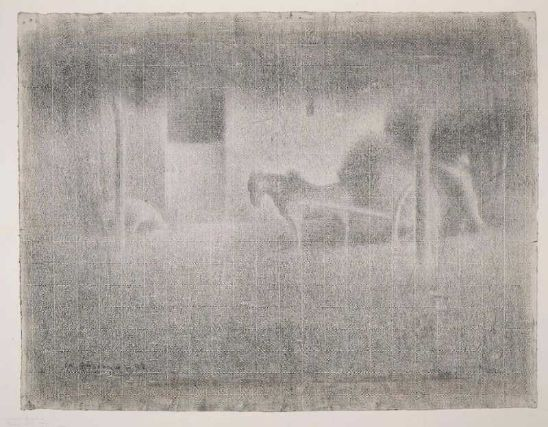
Cour d'une ferme (1892), musée des Beaux-Arts de Boston.

## Hommages posthumes
L'école maternelle et primaire de Saint-Laurent-en-Caux porte son nom, ainsi que des rues de Criquetot-sur-Ouville et Rouen, et un square au Mesnil-Esnard.

#### Écrits de l'artiste
- Correspondances, 1883-1936, Rouen, édition de F. Lespinasse, 1988, 407 p.  (ISBN 2906130001).
- « Henri-Edmond Cross », hommage posthume, Les Temps Nouveaux, 16e année, no 5, 23 juillet 1910 : p. 7.
- Carnets de notes et de croquis inédits [29].

#### Biographies
- Pierre Angrand, Charles Angrand 1854-1926 - peintures pastels dessins, catalogue de l'exposition Galerie André Maurice, décembre 1960-janvier 1961.
- Pierre Angrand (préface et postface de Pierre Bazin), Charles Angrand 1854-1926, éditions Château-Musée de Dieppe, 1976.
- François Lespinasse (préface de Robert L. Herbert), Charles Angrand 1854-1926, imprimerie Lecerf, 1982, 109 p.
- (en) Russell T. Clement et Annick Houzé, Neo-impressionist painters, Greenwood press, Westport/London, 1999, 397 p. « Charles Angrand » : p. 309 à 322.
- François Lespinasse (auteur principal) et Adèle Lespinasse (préface de Robert L. Herbert), Charles Angrand 1854-1926, Paris et Pontoise, 2006, 112 p.  (ISBN 2-85056-976-3).
- François Lespinasse, Charles Angrand 1854-1936 Maternités, publication de l'Association des Amis de l’École de Rouen, 2010, 31 p. (OCLC 888718057)).

#### Monographies: Angrand et van Gogh
- Bogomila Welsh-Ovcharov, Angrand and van Gogh, Utrecht-Den, éditions Victorine, 1971, 63 p.
- Benoît Landais, Les experts égarés dans les Environs de Vincent, 2006 [lire en ligne].

#### Néo-impressionnisme
- Félix Fénéon, Les Impressionnistes en 1886, les publications de La Vogue, 1886 : p. 40 et 43.
- Paul Signac, D'Eugène Delacroix au néo-impressionnisme, 1re édition 1899, éditions Hermann, 1978, 205 p.
- Paul Signac, Les Néo-impressionnistes, catalogue de la Galerie de France, 1942.
- John Rewald, Le post-impressionnisme de van Gogh à Gauguin, tome 1, poche Pluriel, 1961, 305 p.
- Jean Sutter (dir.), Les Néo-impressionnistes, Neuchâtel, éditions Ides et Calendes, 1970, 232 p. « Charles Angrand 1854-1926 » par Pierre Angrand, p. 77 à 88.
- Russell T. Clement & Annick Houzé, Neo-Impressionist - painters, Greenwood Press, London, 1999 ; "Charles Angrand" : p. 309 à 333.

#### La Société des Artistes Indépendants
- Gustave Coquiot, Les Indépendants : 1884-1920, Paris, librairie Ollendorff, 1921, 229 p. (lire en ligne), « Charles Angrand », p. 46 à 47.
- Pierre Angrand, Naissance des Artistes indépendants 1884, Paris, Nouvelles éditions Debresse, 1965, 127 p.

#### Anarchisme
- Jean Grave, Le Mouvement libertaire sous la 3ème République (Souvenirs d'un révolté), les Œuvres représentatives, Paris, 1930, 303 p.
- Aline Dardel, Les Temps Nouveaux 1895-1914 : Un hebdomadaire anarchiste et la propagande par l'image, dossier du Musée d'Orsay no 17, Paris, 1987, 64 p.
- Collectif, Néo-impressionnisme et art social, la Revue du Musée d'Orsay no 12, printemps 2001, 109 p.

#### École de Rouen
- François Lespinasse (préf. François Bergot), L'École de Rouen, Sotteville-lès-Rouen, Rouen-Offset, éditions d'art, 1980, 221 p. (OCLC 18496892, LCCN 80155566), « Charles Angrand », p. 32-37.
- François Lespinasse, L'École de Rouen, Rouen, Lecerf, 1995, 348 p. (ISBN 2901342043), « Charles Angrand », p. 65-75.
- François Lespinasse, Journal de l'École de Rouen 1877-1945, 2006, 448 p. (ISBN 2-906130-01-X)
- Collectif, L’École de Rouen, de l'impressionnisme à Marcel Duchamp (1878-1914), éditions du Musée des Beaux-Arts de Rouen, 1996, 205 p. Les articles consacrés aux œuvres de Ch. Angrand sont signés Claude Pétry et F. Lespinasse. B. Welsh-Ovcharov signe "Les premières œuvres de Charles Angrand et ses contacts avec van Gogh", pages 22 à 28 [ne concerne que la période parisienne de l'artiste].
- François Lespinasse (dir.), École de Rouen, Les peintres impressionnistes et postimpressionnistes, éditions de la Ville de Rueil Malmaison, 2011, 227 p. Œuvres de Ch. Angrand : p. 66, 118, 120, 121, 122.
- Bruno Delarue, Humeurs Rouen picturales, Terre en vue éditions, 2020, 64 p. « Charles Angrand » : p. 53 et 54.
- François Lespinasse (préf. Jean-Marc Venin et Xavier Jean), École de Rouen, Le Mesnil-Esnard, 2024, 120 p. (ISBN 979-10-4154586-5), p. 24-29

#### Les Cahiers Charles Angrand
- no 1 Les Autoportrait de Charles Angrand (1854-1926) - Aspect des expressions du soi, Saint-Denis de La Réunion, éditions Kiya, 2019, 172 p. [lire en ligne].
- no 2 Charles Angrand & le sacré - La quête d'une mystique insurgée, Saint-Rémy, éditions Kiya, 2024, 260 p. [lire en ligne].

#### Principaux articles
- Julien Leclercq, « Impressionnistes et néo-impressionnistes », Mercure de France, mai 1890 (cité dans La Critique d'art au Mercure de France (1890-1914), éditions ENS rue d'Ulm, 2023, Paris).
- Pierre Wolf, « Charles Angrand », Par chez nous, février-mars 1921.
- Georges Dubosc, « Charles Angrand », Journal de Rouen, no 94,‎ 4 avril 1926, p. 2 col. 3-4 (lire en ligne).
- Jean-Baptiste Kiya, 23 articles sur Charles Angrand, Témoignages de La Réunion, novembre 2014 à février 2018 [lire en ligne].